# Dãy núi Beskids
Dãy núi Beskids hoặc Beskid (tiếng Ba Lan: Beskidy, tiếng Séc: Beskydy, tiếng Slovak: Beskydy, tiếng Rusyn: Бескиды (Beskydŷ), tiếng Ukraina: Бескиди (Beskydy), tiếng Nga: Бескиды (Beskidy)) là một cái tên truyền thống dùng để miêu tả một loạt các dãy núi nằm ở khu vực Carpathians, kéo dài từ Cộng hòa Séc ở phía tây dọc theo biên giới của Ba Lan với Slovakia lên đến Ukraina ở phía đông.
Ngọn núi cao nhất ở Beskids là núi Hoverla, có độ cao 2.061 m (tương đương 6.762 ft), nằm trong dãy Chornohora của Ukraina.

## Từ nguyên
Nguồn gốc của cái tên ambkydy chưa được chứng minh một cách thuyết phục. Nguồn gốc của chúng có thể đến từ Thracian hoặc Illyrian,  tuy nhiên, cho đến nay, không có lý thuyết nào có thể hỗ trợ việc nghiên cứu nguồn gốc của chúng giữa các nhà ngôn ngữ học. Từ này xuất hiện trong nhiều vùng núi trên khắp vùng Carpathian và các vùng Balkan liền kề, giống như ở Albania bjeshkë. Tên tiếng Slovak Beskydy dùng để chỉ dãy núi Bieszczady của Ba Lan, không phải là từ đồng nghĩa với từ để chỉ toàn bộ khu vực Beskids mà là một phạm vi khu vực duy nhất, thuộc về Beskids Đông. Theo một lý thuyết về ngôn ngữ, nó có thể liên quan đến beshết, beskēt trong tiếng Middle Low German , có nghĩa là lưu vực sông.
Trong lịch sử, thuật ngữ này được sử dụng trải qua hàng trăm năm để mô tả một dãy núi ngăn cách giữa Vương quốc Hungary cũ với Vương quốc Ba Lan cũ. Năm 1269, Beskids được biết đến với tên gọi trong tiếng Latin là " Beschad Alpes Poloniae " (tạm dịch là: Beskid Mountains của Ba Lan).

## Định nghĩa
Beskids có kích thước khoảng 600 km chiều dài và từ 50 đến 70 km chiều rộng. Chúng đứng chủ yếu dọc theo biên giới phía nam của Lesser Poland với miền bắc Slovakia, trải dài đến các vùng Moravia và Silesia của miền đông Cộng hòa Séc và chạy đến Carpathian Ruthenia ở phía tây Ukraine. Các bộ phận của chúng tạo thành lưu vực châu Âu, ngăn cách các lưu vực Oder và Vistula ở phía bắc với vùng đất thấp ở phía đông Slovak, một phần của đồng bằng Hungary Lớn bị thoát nước bởi sông Danube.
Về mặt địa chất, tất cả các núi ở Beskids đều nằm ở khu vực Carpathians ngoài Tây và Carpathians ngoài Đông. Ở phía tây, chúng bắt đầu tại đèo tự nhiên của Cổng Moravian, ngăn cách chúng với Đông Sudetes, tiếp tục đi về phía đông trong một dải ở phía bắc của dãy núi Tatra và kết thúc ở Ukraine. Việc kết thúc ở bên mạn phía đông của Beskids đang gây tranh cãi cho các nhà nghiên cứu. Theo các nguồn tin cũ, Beskids kết thúc tại nguồn của sông Tisza, trong khi các nguồn mới hơn nói rằng Beskids kết thúc tại đèo Uzhok ở biên giới Ba Lan-Ukraine.

## Phân khu

Phần phía tây của Western Beskids, được đánh dấu màu đỏ và được dán nhãn E

Phần phía bắc của Western Beskids, được đánh dấu màu đỏ và được dán nhãn F

Phần phía đông của Beskids Tây, được đánh dấu màu đỏ và được dán nhãn H

Phần trung tâm của Western Beskids, được đánh dấu màu đỏ và được dán nhãn G

Nhiều phong tục truyền thống, ngôn ngữ và quốc tịch đã phát triển các biến thể chồng chéo cho tên gọi của các bộ phận và tên của khu vực Beskid. Theo sự phân tầng của Carpathians, chúng được phân loại trong:

### Tây Beskids
- Tây Beskids (PL: Beskidy Zachodnie, SK: Západné Beskydy, CZ: Západní Beskydy) 
  - Phần phía tây của Tây Beskids: 
    - Dãy núi Hostýn-Vsetín (tiếng Séc: Hostýnsko-vsetínská hornatina) → e1
    - Beskids Moravian-Silesian (tiếng Séc: Moravskoslezské Beskydy, Slovak: Moravsko-sliezske Beskydy) → e2
    - Cao nguyên Turzovka (tiếng Slovak: Turzovská vrchovina) → e3
    - Jurrunkov Furrow (tiếng Séc: Jablunkovská brázda) → e4
    - Rožnov Furrow (tiếng Séc: Rožnovská brázda) → e5
    - Jablunkov Intermontane (tiếng Slovak: Jablunkovské medzihorie, tiếng Séc: Jablunkovské mezihoří) → e6
    - Silesian Beskids (tiếng Ba Lan: Beskid ląski, tiếng Séc: Slezské Beskydy) → e7
    - Lưu vực Żywiec (tiếng Ba Lan: Kotlina ywiecka) → e8

  - Phần phía bắc của Tây Beskids: 
    - Little Beskids (tiếng Ba Lan: Beskid Mały) → F1
    - Maków Beskids (tiếng Ba Lan: Beskid Makowski) → f2
    - Đảo Beskids (tiếng Ba Lan: Beskid Wyspowy) → f3
    - Dãy núi Gorce (tiếng Ba Lan: Beskidy Zachodnie) → f4
    - Lưu vực Rabka (tiếng Ba Lan: Kotlina Rabczańska) → f5
    - Lưu vực Sącz (tiếng Ba Lan: Kotlina Sądecka) → f6

  - Phần trung tâm của Tây Beskids: 
    - Orava Beskids (SK: Oravské Beskydy) + ywiec Beskids (PL: Beskid ywiec Beskids (PL: Beskid ywiecki) (tương đương SK cũ của Beskid Zywiecki là "Slovenské Beskydy
    - Kysuce Beskids (SK: Kysucké Beskydy) + ywiec Beskids (PL: Beskid ywiecki) (tương đương SK cũ của Beskid Zywiecki là "Slovenské Beskydy" hoặc "Kysuckk"
    - Orava Magura (SK: Oravská Magura) → g3
    - Cao nguyên Orava (SK: Oravská vrchovina) → g4
    - Phân khu phụ Beskidian (SK: Podbeskydská brázda) → g5
    - Sub-Beskidian Highlands (SK: Podbeskydská vrchovina) → g6

  - Phần phía đông của Tây Beskids: 
    - Beskid Sdecki (tiếng Ba Lan: Beskid Sądecki) → h1
    - Ergov (tiếng Ba Lan: Góry Czerchowskie; tiếng Slovak: Čergov) → h2
    - Pieniny (tiếng Ba Lan: Pieniny; tiếng Slovak: Pieniny) → h3
- West Beskidian Foothills, Cộng hòa Séc và Ba Lan 
  - Chân đồi Silesian-Moravian (CZ: Podbeskydská pahorkatina, PL: Pogórze ląsko-Morawskie) → d1
  - Chân đồi Silesian (PL: Pogórze ląskie) → d2
  - Chân đồi Wieliczka (PL: Pogórze Wielickie) → d3
  - Chân đồi Wiśnicz (PL: Pogórze Wiśnickie) → d4

### Trung Beskids

Trung tâm Beskidian Piedmont, được đánh dấu màu đỏ và được dán nhãn A

Beskids trung tâm, được đánh dấu màu đỏ và được dán nhãn B

- Beskids trung (PL: Beskidy rodkowe) hoặc Beskids thấp (SK: Nízke Beskydy) 
  - Busov, ở Slovakia
  - Cao nguyên Ondava (SK: Ondavská vrchovina)
  - Beskid thấp (PL: Beskid Niski) + Cao nguyên Lao động (SK: Labecká vrchovina)
  - Beskidian South Foothills (SK: Beskydské prehorie)
- Beskidian Piedmont Trung, ở Ba Lan 
  - Rożnów Piedmont (PL: Pogórze Rożnowskie)
  - Ciężkowice Piedmont (PL: Pogórze Ciężkowickie)
  - Strzyżów Piedmont (PL: Pogórze Strzyżowskie)
  - Dynów Piedmont (PL: Pogórze Dynowskie)
  - Przemyśl Piedmont (PL: Pogórze Przemyskie)
  - Trầm cảm Gorlice (PL: Obniżenie Gorlickie)
  - Lưu vực Jasło-Krosno (PL: Kotlina Jasielsko-Krośnieńska)
  - Jasło Piedmont (PL: Pogórze Jasielskie)
  - Bukowsko Piedmont (PL: Pogórze Bukowskie)

### Đông Beskids

Beskids phía đông, được đánh dấu màu đỏ và được dán nhãn C

Đông Beskids chia thành hai rặng chạy song song với nhau: rặng Beskids Wooded và rặng Polonynian Beskids.
- Besedids Wooded (PL: Beskidy Lesiste; UA: ЛЛсисті Việt Nam) 
  - Dãy núi Bieszczady (PL: Bieszczady; Vương quốc Anh: Việt Nam) → c1
  - Dãy núi Sanok-Turka (PL: Góry Sanocko-Turczańskie; Vương quốc Anh: Верхньь
  - Skole Beskids (PL: Beskidy Skolskie; UA: Слллввв
  - Gorgany (PL: Gorgany; UA: Ґ ґ и и) → → c4)
  - Beskids Pokuttia-Bucovina (PL: Beskidy Pokucko-Bukowińskie; UA: о о о о
- Beskids Polonynian (PL: Beskidy Połonińskie; UA: ооо о о о е е
  - Smooth Polonyna (Vương quốc Anh: ооо
  - Polonyna Borzhava (Anh: о о о о ор ор → → →
  - Polonyna Kuk (Anh: ооо
  - Red Polonyna (Anh: оо
  - Svydovets (Anh: Свидівеьь) → c10
  - Chornohora (Anh: Чорногора) → c11
  - Dãy núi Hryny lượn sóng (Vương quốc Anh: érátđađa) → c12

## Hình ảnh

Bản đồ dãy Beskid ở Slovakia và Ba Lan
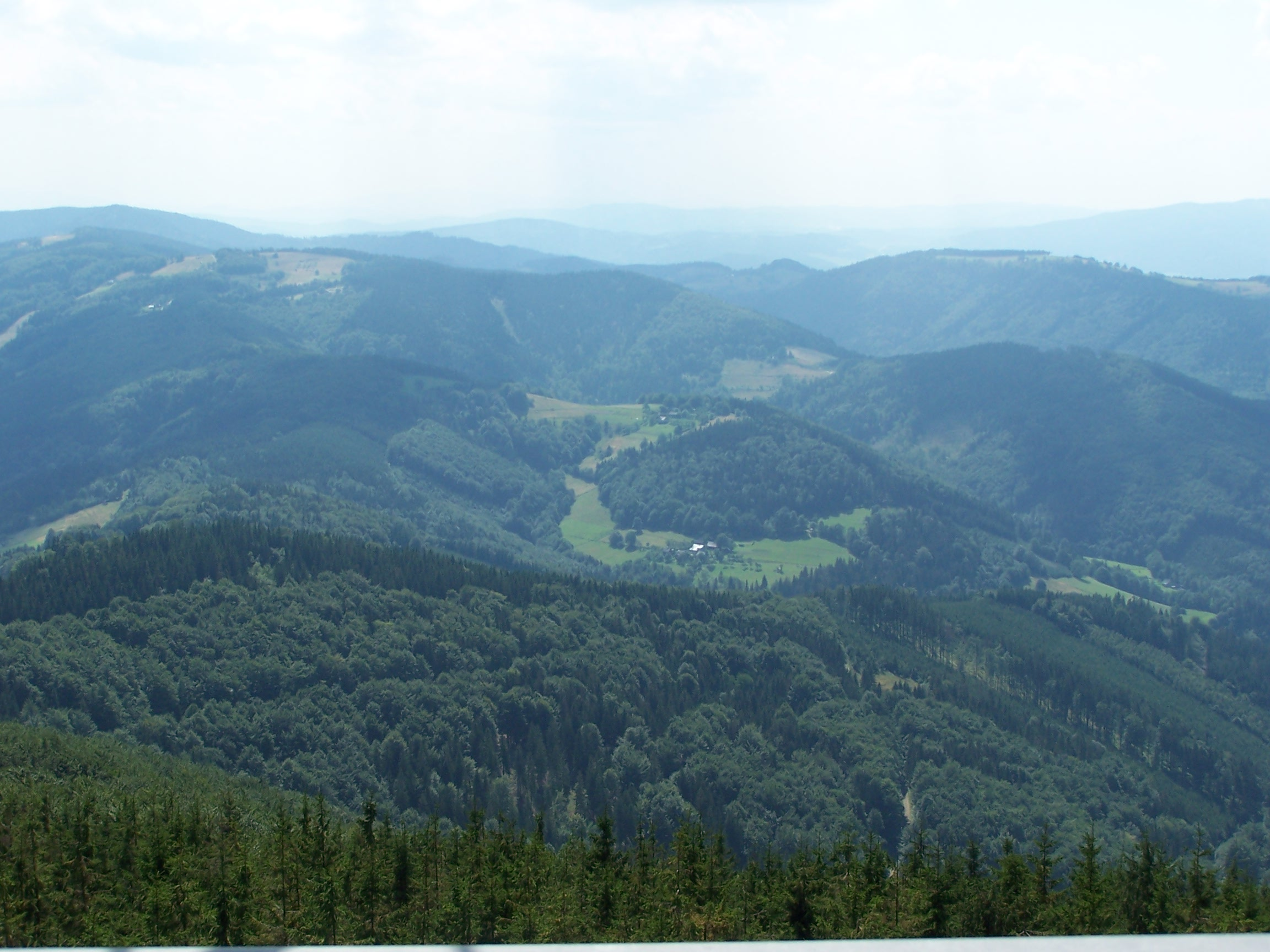
Czantoria, Silesian Beskids
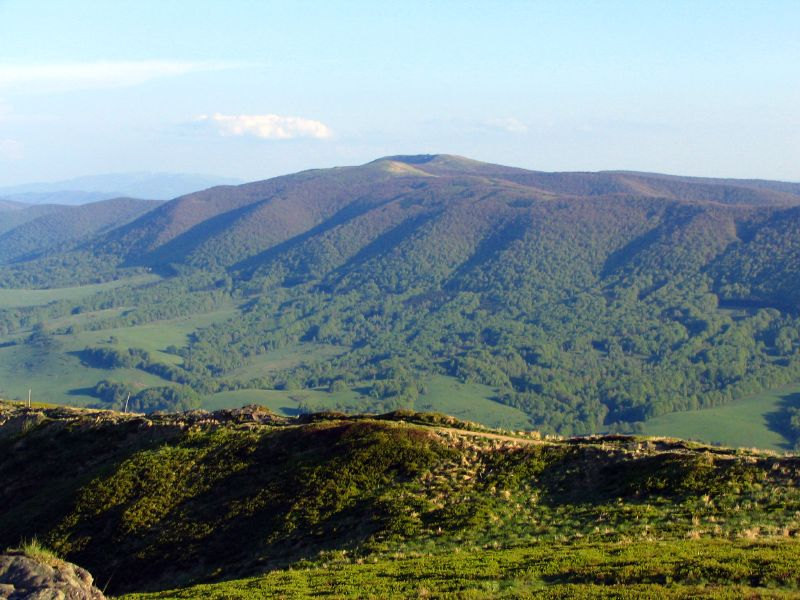
Tây Bieszczady
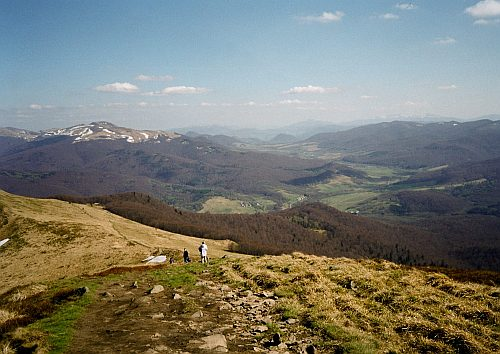
Tây Bieszczady
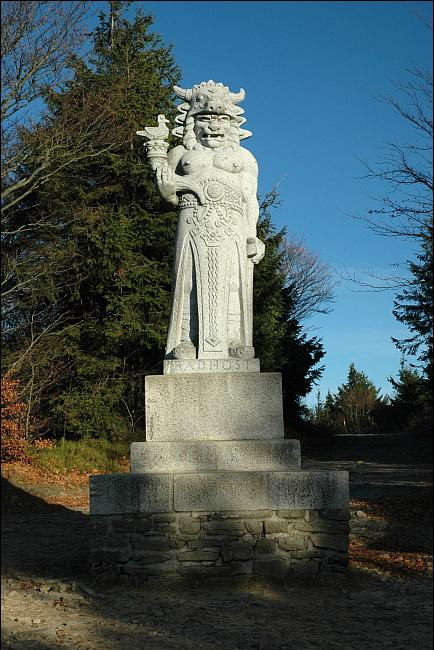
Tượng " Radegast " trên Beskids của Séc
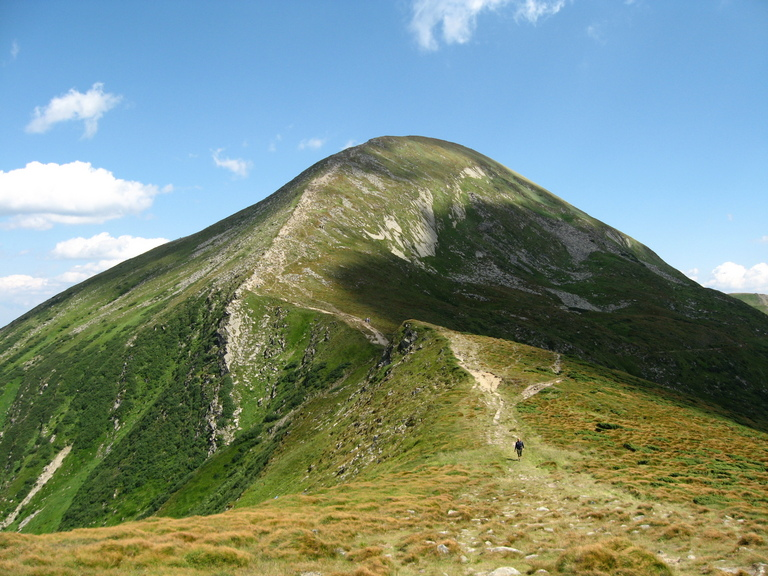
Hoverla, Ukraine
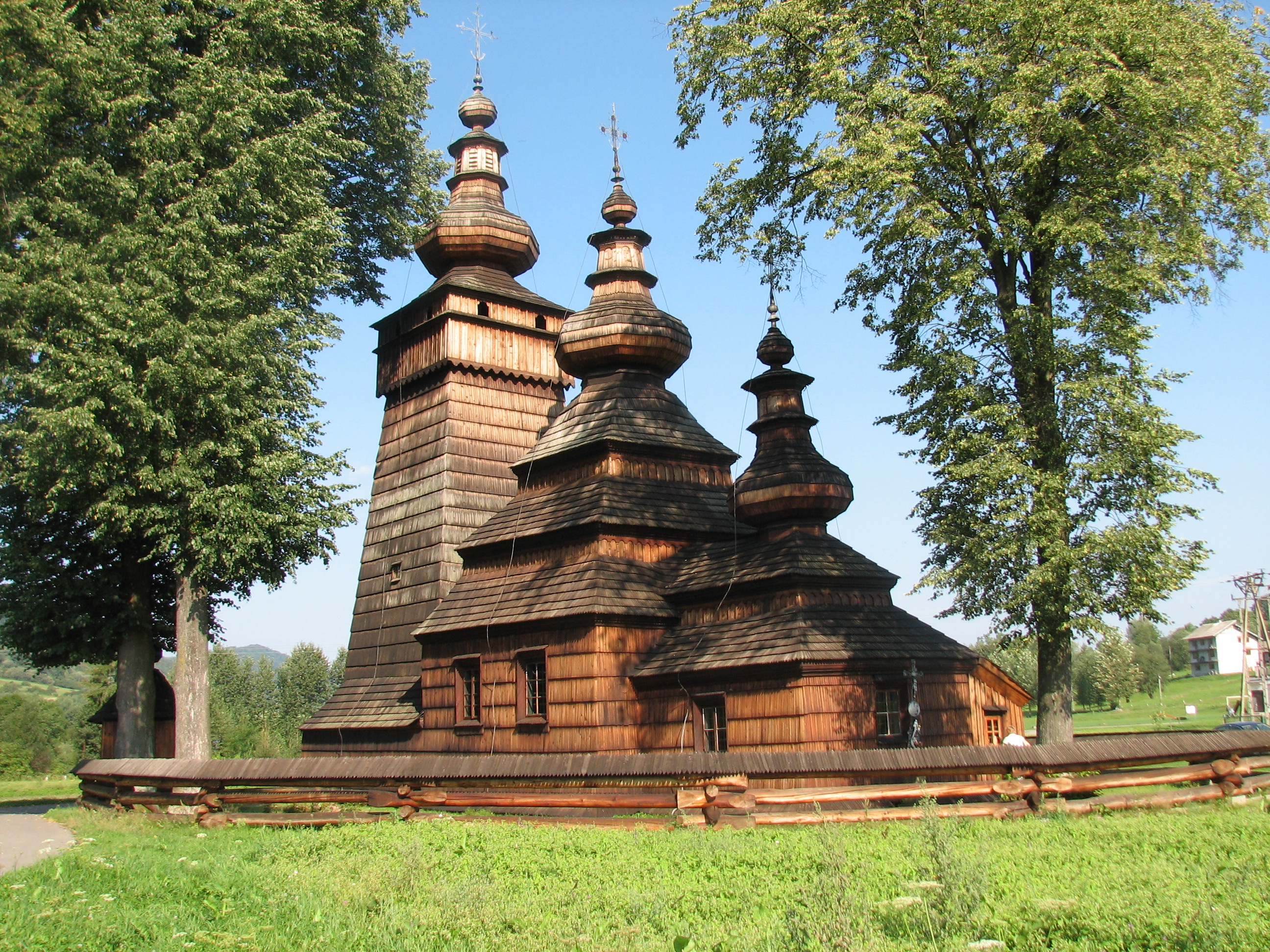
Nhà thờ bằng gỗ ở Kwiatoń
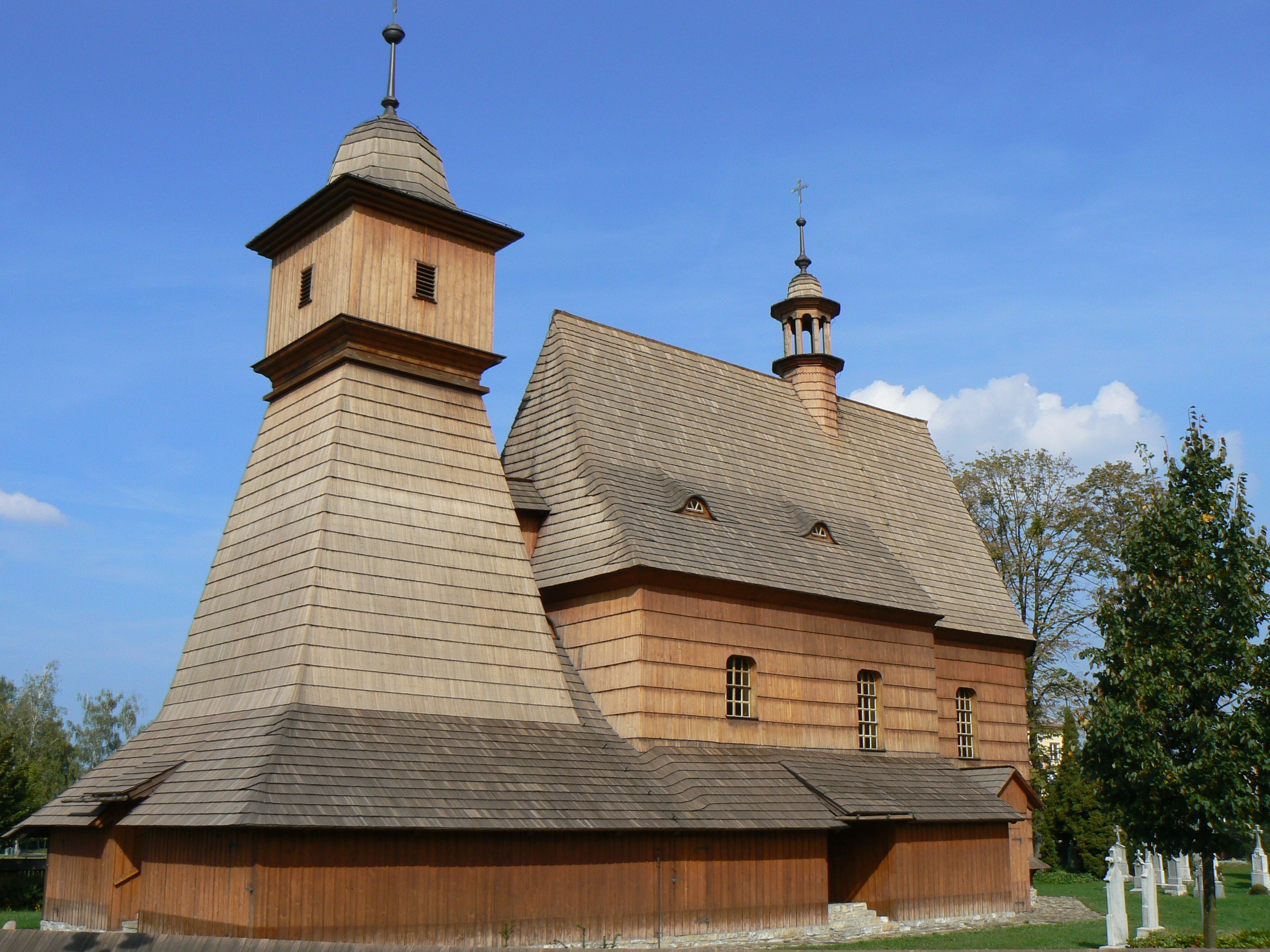
Nhà thờ bằng gỗ ở Hrabova, Moravia (14 - 1564)
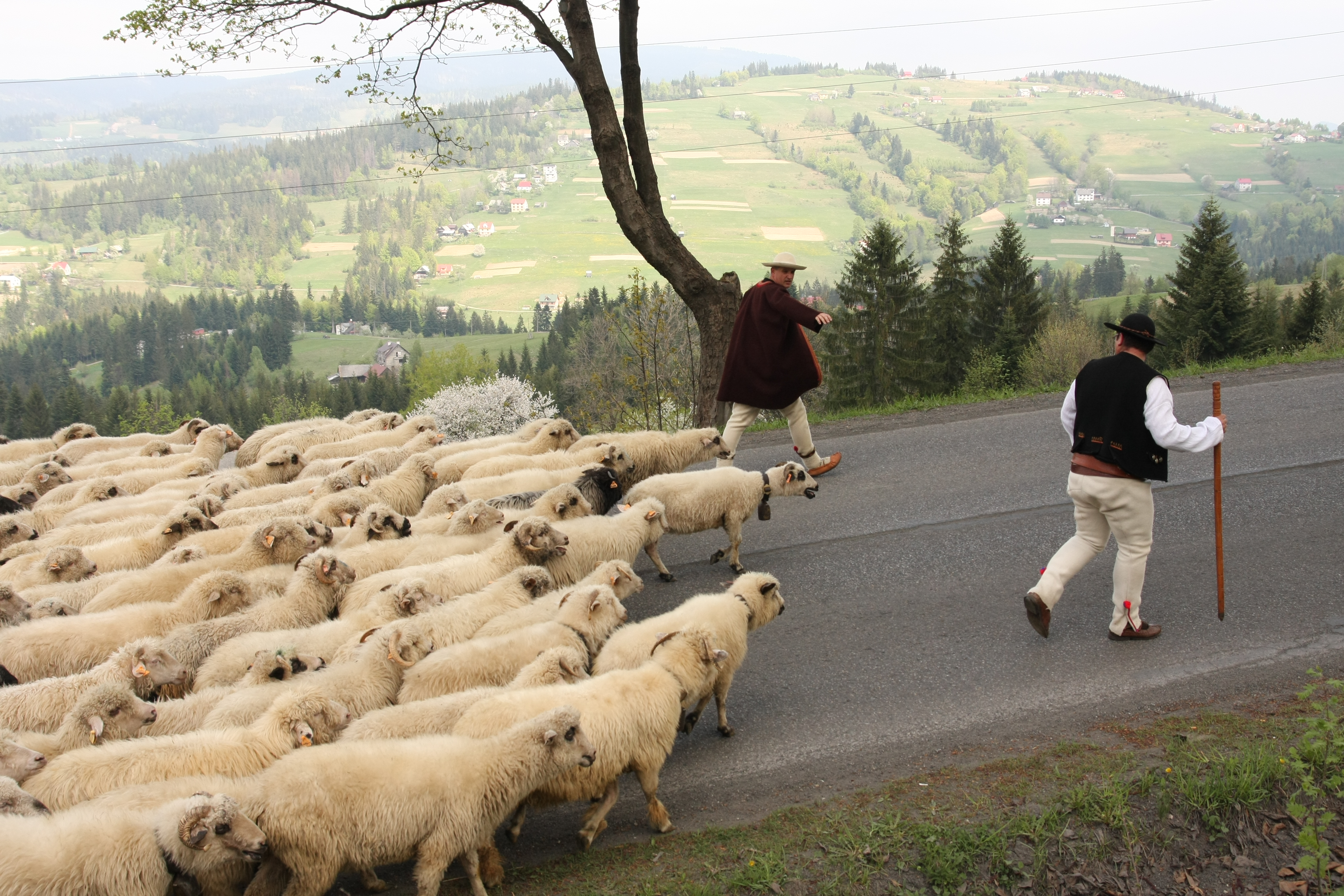
Người chăn cừu ở Silesian Beskids
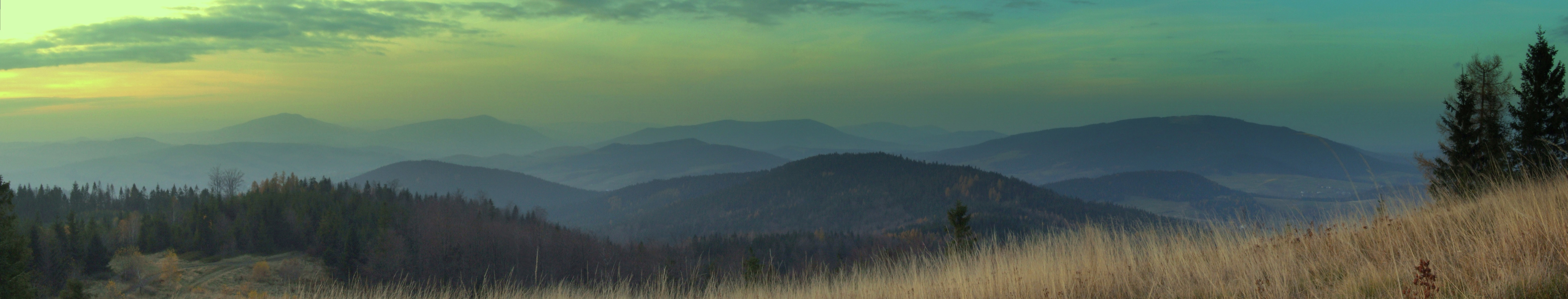
Đảo Beskids